# آلوئه‌مری
آلوئه‌مری (به فنلاندی: Aluemeri) سرحد دریایی شهر هلسینکی و تنها دریاست.